# NRL State Championship
La National Rugby League State Championship est une rencontre annuelle disputée entre le champion de la New South Wales Cup et du Queensland Cup. Créée en 2014, cette rencontre se dispute juste avant la finale de la National Rugby League au Stadium Australia.

## Résultat
Depuis 2014, le champion de la New South Wales Cup rencontre le champion de la Queensland Cupen match de levé de rideau de la finale de la National Rugby League. Le vainqueur de ce match est nommé « NRL State Championship ». La rencontre est disputée après le match des réserves de jeunes des clubs de NRL.
| Année | Information                                         | Information | Information                              | Information       | Information | Homme du match | Homme du match                |
| Année | Champion                                            | Score       | Finaliste                                | Stade             | Affluence   | Joueur         | Club                          |
| ----- | --------------------------------------------------- | ----------- | ---------------------------------------- | ----------------- | ----------- | -------------- | ----------------------------- |
| 2014  | Northern Pride 2014 QLD Cup Premiers                | 32-28       | Penrith Panthers 2014 NSW Cup Premiers   | Stadium Australia | 83,833      | Javid Bowen    | Northern Pride                |
| 2015  | Ipswich Jets 2015 QLD Cup Premiers                  | 26-12       | Newcastle Knights 2015 NSW Cup Premiers  | Stadium Australia | 82,758      | Matt Parcell   | Ipswich Jets                  |
| 2016  | Illawarra Cutters 2016 NSW Cup Premiers             | 54–12       | Burleigh Bears 2016 QLD Cup Premiers     | Stadium Australia | 83,625      | Drew Hutchison | Illawarra Cutters             |
| 2017  | Penrith Panthers 2017 NSW Cup Premiers              | 42-18       | PNG Hunters 2017 QLD Cup Premiers        | Stadium Australia | 79,722      | Kaide Ellis    | Penrith Panthers              |
| 2018  | Canterbury-Bankstown Bulldogs 2018 NSW Cup Premiers | 42-18       | Redcliffe Dolphins 2018 QLD Cup Premiers | Stadium Australia | 82,688      | Josh Cleeland  | Canterbury-Bankstown Bulldogs |
| 2019  | Newtown Jets 2019 NSW Cup Premiers                  | 42-18       | Burleigh Bears 2019 QLD Cup Premiers     | Stadium Australia |             |                | Newtown Jets                  |

## Champions
| - Canterbury-Bankstown Bulldogs (2018) - Penrith Panthers (2017) - Illawarra Cutters (2016) - Newtown Jets (2018) | - Ipswich Jets (2015) - Northern Pride (2014) |  |

## Live media coverage
La couverture médiatique audioviseulle est assurée par les chaînes australienn Fox Sports et Nine Network .